# Constitución Política de Campeche
La Constitución Política de Campeche es la carta magna del estado mexicano de Campeche fue publicada el 30 de julio de 1917, bajo el mandato del general Joaquín Mucel Acereto.

## Historia
El 5 de febrero de 1917, se promulgó la Constitución Política de los Estados Unidos Mexicanos de 1917 en sustitución a la de 1857. Ante esto se la constitución del estado de Campeche fue también modificada. El nuevo texto fue publicado el 30 de julio de 1917.

## Vigencia
La constitución sigue vigente y junto con la nacional cumplió en 2017 cien años en vigor